# Игорев, Лев Степанович
Лев Степанович Игорев, Игирев (10 [22] февраля 1821, Комаровка, Саратовская губерния — 29 декабря 1893  [10 января 1894], Саратов) — российский художник-портретист, академик живописи.

## Биография
Родился 10 февраля 1821 года в селе Комаровке Кузнецкого уезда Саратовской губернии в семье пономаря Иоанно-Предтеченской церкви Стефана Васильевича Игорева.
Окончил Петровское духовное училище в Петровске, в 1838 году вместе с братом Сергием поступил в Саратовскую духовную семинарию, которую окончил в 1844 году. В период учёбы выполнил набросок портрета епископа Саратовского Иакова (Вечеркова). После окончания семинарии получил назначение в церковь в селе Рудне, Камышинского уезда, но увлечение рисованием подвигло его написать прошение о поступлении в Петербургскую духовную семинарию для усовершенствования в рисовании с тем, чтобы после двухлетней подготовки получить должность учителя рисования в одном из духовных училищ. В 1845 году прибыл в Санкт-Петербург, где обучался за казённый счёт. Обучение рисованию в семинарии совмещал с посещением классов в Императорской Академии художеств, где его работы заслужили одобрительный отзыв вице-президента Академии графа Ф. П. Толстого.
В 1850 году получил от Академии звание художника за исполненный им портрет откупщика Стобеуса, а 7 декабря 1853 года был удостоен звания академика живописи за портрет ректора Санкт-Петербургской духовной академии архимандрита Макария (Булгакова) (Русский музей).
Весной 1855 года назначен на должность преподавателя живописи и иконописания в Санкт-Петербургской духовной семинарии, в которой прослужил 2 года.
Создал ряд работ для храмов: иконы Христа Спасителя и Божией Матери для церкви в с. Красное, имение г. Стобеуса; образ Христа, восседающего на престоле для церкви в городе Тверь; а также изображение Божией Матери в медальоне на кости (1854—1855) для поднесения императрице Марии Александровне, за которое награждён золотыми часами.
В конце 1856 года подал прошение о включении в состав 14-й Русской духовной миссии в Пекине. 13 января 1857 года художника зачислили в штат Пекинской миссии. В 1858 году Пекинская миссия была вынуждена на целый год задержаться в городе Иркутске, так как в Китае шла война. За это время художнику удалось написать несколько портретов известных деятелей Сибири — портрет военного губернатора города Иркутска, Карла Карловича Венцеля (Иркутский государственный художественный музей) и портрет губернатора Восточной Сибири Н. Н. Муравьева-Амурского (Кяхтинский краеведческий музей).
Из Китая прислал на академическую выставку 1865 года ряд работ: «Китайские нищие на холоде» (Третьяковская галерея), «Чиновники», («В младшем чине», «В летнем платье», «Начальник отделения иностранных дел»), «Солдат жёлтого знамени, христианин, 75-ти лет от роду», «Татарин», «Купец, родом манджур», «Врач, родом китаец» и другие.
В 1863 году вместе с миссией выехал в Петербург, куда прибыл 27 февраля 1864 года.
В 1868 году присужден Санкт-Петербургским окружным судом к лишению всех прав состояния и ссылке в места не столь отдаленные Сибири за изнасилование с растлением и последующее неоднократное насильственное совокупление с 10-летней девочкой; в октябре 1869 Уголовный Кассационный департамент Сената отклонил жалобу на решение суда и приговор вступил в силу.
Расписывал храмы в Костромской, Нижегородской и Вологодской губерниях, писал иконы для Собора Петра и Павла в Сестрорецке, расписывал храм во имя Рождества Христова, построенный в городе Арзамасе мещанином Александром Михайловичем Заяшниковым и его зятем дворянином Николаем Яковлевичем Стобеосом, за написание портрета которого Игорев получил звание художника. В 1885 году мастер расписывает новопостроенный Покровский храм в Саратове. Для храма были изготовлены иконы для двух боковых приделов и вместе с учениками выполнена роспись стен. В это же время в здании новой духовной семинарии он пишет иконы для домовой церкви Иоанна Богослова.
Скончался 29 декабря 1893 года в Саратове и был похоронен на кладбище Саратовского Спасо-Преображенского мужского монастыря.

### Семья
Не был женат и не имел детей, потому что целиком посвятил себя искусству, но после смерти родителей выдал замуж трёх своих сестёр.

## Наследие
Кроме картины «Китайские нищие на холоде» и одного портрета, датированного 1860 годом (из собрания Эрмитажа), местонахождение других произведений Игорева, выполненных им в Китае, неизвестно.
В 1950-х годах в Пушкинский Дом из частной коллекции поступил недописанный портрет А. С. Грибоедова работы Игорева.

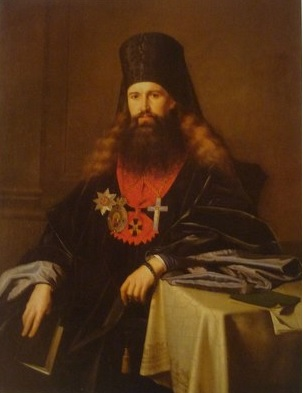
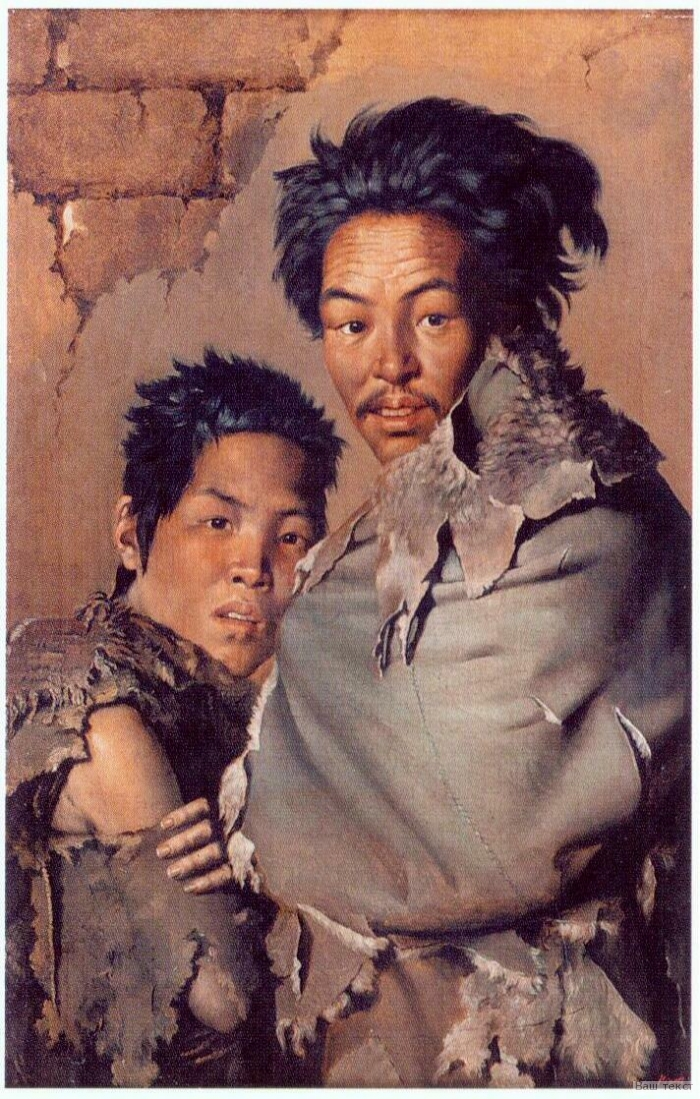

## Публикации
- Игорев Л. С. Поездка русского художника в окрестные горы Пекина / Л. Игорев // Кяхтинский листок. — 1862. — № 18 (10 сентября). — С. 4–12.
- Игорев Л. С. Воспоминания академика академии художеств Льва Степ. Игорева // Саратовский край. Исторические очерки, воспоминания, материалы. — Саратов : Паровая скоропечатня Губернского Правления, 1893. — С. 363—372. — 372 с.